# Иванов, Дмитрий Олегович
Дмитрий Олегович Иванов (род. 18 апреля 1967, Ленинград, СССР) — д.м.н., профессор, главный неонатолог Минздрава России. С 1 февраля 2019 года ректор (с 20 ноября 2015 года и. о. ректора) Санкт-Петербургского государственного педиатрического медицинского университета.

## Биография
Окончив в 1985 году среднюю школу, поступил в Санкт-Петербургский государственный педиатрический медицинский университет, на тот момент — Ленинградский педиатрический медицинский институт. В 1991 поступил в ординатуру и затем аспирантуру на кафедре педиатрии ЛПМИ. Кандидатскую диссертацию «Особенности сосудисто-тромбоцитарного и коагуляционного гемостаза у новорожденных с тяжёлой перинатальной патологией» Д. О. Иванов защитил в 1996. В 2002 он защитил докторскую диссертацию под названием «Клинико-лабораторные варианты сепсиса у новорожденных детей».
С 2003 года по 2009 год Иванов был доцентом на кафедре педиатрии с курсами перинатологии и эндокринологии Факультета повышения квалификации и профессиональной подготовки Санкт-Петербургской государственной педиатрической медицинской академии (СПбГПМА).
С февраля 2009 по 2015 годы работал в Институте перинатологии и педиатрии ФГБУ «СЗФМИЦ им. В. А. Алмазова» Министерства Здравоохранения Российской Федерации в должности директора института, совмещая эту работу с заведованием кафедрой детских болезней Института послевузовского образования ФГБУ «СЗФМИЦ им. В. А. Алмазова» Министерства Здравоохранения Российской Федерации.
С ноября 2015 года - руководитель Санкт-Петербургского государственного педиатрического медицинского университета.
В конце апреля 2020 года Указом президента Российской Федерации Иванову было присвоено звание заслуженный врач Российской Федерации.

## Научные достижения
Впервые исследовал особенности сосудисто-тромбоцитарного и коагуляционного гемостаза у новорожденных с тяжелой перинатальной патологией в зависимости от условий внутриутробного развития. Занимался оценкой физиологической нормы показателей систем организма, диагностикой уровня и тяжести поражения регуляторных механизмов, оценкой эффективности лечения и прогноза нервно-психического развития ребёнка. Руководил исследованиями молекулярно-клеточных механизмов нарушений функционального развития ЦНС ребёнка в условиях хронической и острой гипоксии. Разработал биохимические и электрофизиологические методы ранней диагностики и пути персонифицированного подхода к лечению и профилактике последствий перинатальной патологии. Исследовал генез перинатальных нарушений микроциркуляции и их роли в развитии поражений ЦНС, сердечно-сосудистой системы и дыхания у новорожденных с задержкой внутриутробного развития.
Теория Д. О. Иванова и Н. П. Шабалова о гетерогенности системного воспалительного ответа при инфекционной патологии у детей позволила разработать концепцию о гипоэргическом и гиперэргическом клинико-лабораторных вариантах неонатального сепсиса, а также усовершенствовать подходы к терапии системного воспалительного ответа при гипоксическом, септическом и кардиогенном шоках.
Д. О. Иванов выделил два варианта развития ДВС-синдрома у новорожденных детей при сепсисе: декомпенсированный и сверхкомпенсированный, проведя обследование детей по 26 параметрам гемостаза.
Занимался изучением новых форм бронхолегочной дисплазии и ретинопатии новорожденных. Разработал концепцию гетерогенности синдрома расстройств дыхания у детей. Предложил дифференцированные подходы к их диагностике и лечению, это позволило уменьшить развитие хронических неспецифических болезней легких у детей.
На данный момент Д. О. Иванов занимается изучением сплошного отдаленного катамнеза детей до 20 лет, которые перенесли экстремальное состояние в перинатальный период. Он разрабатывает и внедряет в клиническую практику Федеральные протоколы и стандарты оказания помощи новорожденным детям.
Под его руководством защитили 4 диссертации на соискание ученой степени кандидата медицинских наук и ещё готовятся 5 кандидатских и 2 докторские работы.
Д. О. Иванов является главным редактором журнала «Педиатр», главным редактором журнала«StatusPraesens. Педиатрия и неонатология», заместителем главного редактора журнала «Детская медицина Северо-Запада», членом редколлегии «Неонатологии» и «Трансляционной медицины», заместителем председателя научного совета по защите кандидатских и докторских диссертаций при СЗФМИЦ им. В. А. Алмазова. Занимает пост главного внештатного специалиста по неонатологии МЗ РФ. Д. О. Иванов опубликовал более 300 работ по педиатрии, неонатологии, реаниматологии, из них 10 монографий.
Является членом Санкт-Петербургского отделения Союза педиатров России, Европейской ассоциации перинатальной медицины, Российской ассоциации специалистов перинатальной медицины.

## Санкции
6 марта 2022 года после вторжения России на Украину подписал письмо в поддержу российской агрессии. С 9 июня 2022 года находится под персональными санкциями Украины за поддержку войны. Также был внесён ФБК в список коррупционеров и разжигателей войны за поддержку нападения на Украину, 16 марта 2022 года форумом свободной России внесён в «Список Путина» и доклад «поджигателей войны» с предложением введения против него международных санкций.

## Основные публикации
- Иванов Д. О., Шабалова Н. Н. Проблема сепсиса в неонатальном периоде. — Журнал акушерства и женских болезней. ВМА - Спец.вып. “Актуальные вопросы инфекций в акушерстве и гинекологии”, 1998. — 145-146 (2) с.
- Иванов Д. О., Шабалова Н. Н. Сепсис новорождённых. — Новости фармакотерапии, 2000, № 7. — 62-69 (8) с.
- Иванов Д. О., Шабалова Н. Н. Гемостаз в динамике первой недели жизни как отражение механизмов адаптации новорождённого к внеутробной жизни. — Педиатрия, 2000, № 3. — 84-91 (8) с.
- Иванов Д. О., Шабалова Н. Н. Гетерогенность системного воспалительного ответа при неонатальном сепсисе. — Медицинский академический журнал, 2001, № 3. — Т. 1. — 81-90 (10) с.
- Иванов Д. О., Любименко В. А. Результаты заместительной терапии натуральным сурфактантом Куросурф  у новорождённых детей с тяжёлыми поражениями лёгких. — Детская больница, 2002, № 3 (9). — 39-44 (5) с.
- Иванов Д. О., Шабалова Н. Н. Особенности ДВС-синдрома при различных формах тяжёлой перинатальной патологии. — Клиническая патофизиология., 2002, № 2. — 39-45 (6) с.
- Иванов Д. О. Сепсис новорождённых. — Педиатрия, 2003, № 5. — 46-56 (9) с.
- Колбин А. С., Иванов Д. О., Климко Н. Н., Карпов О. И. Профилактика кандидоза при вторичном иммунодефиците. — Антибиотики и химиотерапия, 2003, № 4. — Т. 48. — 35-39 (4) с.
- Колбин А. С., Иванов Д. О., Любименко В. А., Климко Н. Н., Карпов О. И. Мета-анализ профилактического и эмпирического использования антифунгальных препаратов у новорождённых. — Клиническая микробиология и антимикробная химиотерапия, 2003, № 4. — Т. 5. — 354-359 (3) с.
- Зедгенизова Е. В., Иванов Д. О., Александрович Ю. С. Особенности церебрального кровотока и центральной гемодинамики у детей перенесших постгипоксический синдром. — Бюлл. Восточно-Сибирского Научного Центра Сибирского отделения РАМН, 2006, № 5. — 48-54 (6) с.
- Иванов Д. О., Петренко Ю. В. Гипогликемии новорождённых. — Акушерство и гинекология, 2014, № 5. — 19-26 (7) с.
- Иванов Д. О., Петренко Ю. В. Диагностика и лечение гипогликемий новорождённых. — Неонатология, 2014, № 1 (3). — 113-218 (16) с.
- В. А. Змановская, В. П. Зыков, Д. О.Иванов. Федеральное руководство по детской неврологии. — Неонатология, 2016.
- Д.О. Иванов, В.И. Орёл, Ю.С. Александрович. Младенческая смертность в Российской Федерации и факторы, влияющие на ее динамику. — Педиатр, 2017.
- Ю. С. Александрович, Д. О. Иванов, В. И. Орел. Качество жизни как маркер эффективности терапии детей с тяжелыми заболеваниями. — Неонатология, 2019.